# William George Tennant
William George Tennant (ur. 2 stycznia 1890 w Upton-upon-Severn, zm. 26 lipca 1963 w Worcester) – brytyjski wojskowy, admirał Royal Navy, uczestnik obu wojen światowych, dowódca sił morskich podczas ewakuacji Dunkierki w 1940 roku, uczestnik bitwy pod Kuantanem jako dowódca krążownika liniowego „Repulse”, jeden z odpowiedzialnych za organizację i przeprowadzenie operacji Overlord w czerwcu 1944 roku.

## Życiorys
William George Tennant był synem podpułkownika Edmunda Williama Tennanta. Do Royal Navy wstąpił w 1905 roku jako kadet, w 1909 roku otrzymał tymczasową, zaś rok później formalną promocję do stopnia porucznika (Sub-Lieutenant). W 1912 roku awansował do stopnia kapitana (Lieutenant). Specjalizował się w nawigacji. Okres I wojny światowej spędził służąc na niszczycielach „Lizard” i „Ferret” w składzie Harwich Force (1914–1916), krążownikach „Chatham” i „Nottingham” wchodzących w skład Grand Fleet (1916) oraz krążowniku „Concord” operującym w Harwich Force. Uczestniczył w bitwach koło Helgolandu i na Dogger Bank, ewakuacji wojsk spod Gallipoli oraz bitwie jutlandzkiej. Przeżył również zatopienie krążownika „Nottingham” przez U-Boota U-52 na Morzu Północnym w sierpniu 1916 roku.
W okresie międzywojennych był między innymi oficerem nawigacyjnym na krążownikach liniowych „Renown” (1921–1922) i „Repulse” (1924–1925). Na „Renownie” towarzyszył Księciu Walii w jego podróży do Azji, na „Repulse” do krajów Ameryki Południowej i Afryki. W następnych latach służył w Admiralicji, by w 1929 roku zostać zastępcą dowódcy krążownika ciężkiego „Sussex”, operującego na Morzu Śródziemnym. W 1925 roku został awansowany do stopnia komandora porucznika (Commander), w 1932 komandora (Captain). Również w 1925 roku został odznaczony Królewskim Orderem Wiktoriańskim.
Po odbyciu kolejnych kursów, 21 maja 1935 roku objął dowodzenie krążownikiem lekkim „Arethusa”, działającym w składzie Floty Śródziemnomorskiej i operującym między innymi u wybrzeży hiszpańskich podczas wojny domowej. W latach 1937–1939 był wykładowcą w Imperial Defence College. Od 26 sierpnia 1939 do kwietnia 1940 roku był szefem sztabu Pierwszego Lorda Morskiego Admiralicji, admirała Dudleya Pounda.
W ostatnich dniach maja 1940 roku został wyznaczony na dowódcę sił morskich prowadzących operację Dynamo – ewakuację wojsk alianckich z Dunkierki. Przybył do Francji 26 maja na pokładzie niszczyciela „Wolfhound” i pozostał tam do końca operacji. Wykazał się zdolnościami dowódczymi i organizacyjnymi oraz odwagą osobistą. Jego działania zostały wysoko ocenione przez zwierzchników, w tym admirałów Bertrama Ramsaya. Został za tę akcję odznaczony Orderem Łaźni i francuskimi Legią Honorową oraz Krzyżem Wojennym. Zwykli marynarze nadali mu przydomek „Dunkirk Joe”.

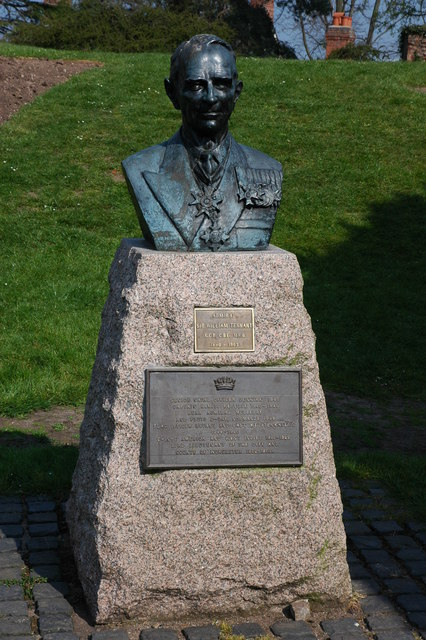
Popiersie admirała Tennanta w Upton-upon-Severn

Przez krótki czas pełnił obowiązki dowódcy krążownika liniowego „Renown”, by 18 czerwca 1940 roku zostać dowódcą krążownika liniowego „Repulse”. Na jego pokładzie uczestniczył między innymi w pościgu za „Bismarckiem” i został pod koniec 1941 roku skierowany na Daleki Wschód, by w Kolombo na Cejlonie dołączyć do pancernika „Prince of Wales” i w pierwszych dniach grudnia dotrzeć do Singapuru. Obydwa okręty, tworzące Zespół Z (Force Z) dowodzony przez admirała Thomasa Philipsa, zostały zatopione przez japońskie samoloty bombowo-torpedowe w bitwie pod Kuantanem 10 grudnia 1941 roku komandor Tennant został uratowany przez jeden z towarzyszących niszczycieli.
6 lutego 1942 roku został mianowany kontradmirałem (Rear-Admiral). Od kwietnia 1942 do października 1943 roku dowodził 4. Eskadrą Krążowników Floty Wschodniej, biorąc udział w operacji zajęcia Madagaskaru. Następnie pełnił funkcję zastępcy głównodowodzącego Floty Wschodniej. Przed lądowaniem w Normandii powierzono mu organizację transportu i montażu przy francuskim brzegu elementów dwóch sztucznych portów Mulberry, którymi dostarczano później większość zaopatrzenia dla walczących oddziałów. Od końca 1944 do 1946 roku dowodził siłami morskimi w rejonie Lewantu i wschodniej części Morza Śródziemnego, od października 1946 do kwietnia 1949 roku był dowódcą America and West Indies Station. W roku 1945 był awansowany do stopnia wiceadmirała (Vice-Admiral), w 1948 pełnego admirała (Admiral), by przejść w stan spoczynku 3 sierpnia 1949 roku. Za swój udział w wyzwoleniu Europy został odznaczony Orderem Imperium Brytyjskiego (1944) i komandorią Orderu Łaźni (1945).
Na emeryturze osiadł w rodzinnym Upton-upon-Severn. W 1950 roku został mianowany Lordem Namiestnikiem hrabstwa Worcestershire, pełniąc funkcje reprezentacyjne i uczestnicząc w oficjalnych uroczystościach. Między innymi witał królową Elżbietę i księcia Edynburga podczas ich oficjalnej wizyty w Hagley w 1957 roku. W 1952 roku został członkiem Rady Hrabstwa. Zmarł 26 lipca 1963 roku w Worcester Royal Infirmary.
Poza wymienionymi wcześniej orderami był jeszcze odznaczony między innymi amerykańską Legią Zasługi oraz greckim Orderem Jerzego I. Na dawnym dziedzińcu starego, nieistniejącego kościoła w Upton-upon-Severn, w pobliżu wieży zwanej popularnie „Pepperpot”, umieszczono popiersie admirała Tennanta, autorstwa Leslie Puntera. W 1990 roku ukazała się jego biografia Admiral Sir William Tennant 1890–1963 pióra Rogera Corbeta-Milwarda.